# Nebet (regina)
Nebet (fl. XXIV secolo a.C.) è stata una regina egizia della V dinastia.

## Biografia
Fu sposa del faraone Unis e madre del Figlio del Re, Ciambellano Reale, Sacerdote di Maat e Ispettore per l'Alto Egitto, il principe Unis-ankh, il quale probabilmente morì intorno all'anno 10 di regno del padre. Il legame di re Unis e Nebet col principe Unis-Ankh è suggerita, oltre che dal suo nome e dai suoi titoli, anche dalla posizione della sua sepoltura, situata presso quelle del faraone e della regina Nebet - ma non è universalmente accettata. Sono stati suggeriti altri due figli: Nebkauhor e Shepsespuptah, ma anche la loro filiazione è contestata.
Ebbe un personale patrimonio, anche terriero, amministrato da donne.

## Titoli
Nebet ebbe i titoli di: Grande dello Scettro Hetes, Colei Che vede Horus e Seth, Grande di lodi, Sposa del Re Sua Amata, Consorte dell'Amato dalle Due Signore (riferimento alle dee Nekhbet e Uadjet), Attendente del Grande, Compagna di Horus, Compagna di Horus Sua Amata.
Curiosamente, benché fosse regina e titolata in quanto tale, nella rappresentazioni nella propria tomba compare come una donna di alto rango, senza insegne regali.

## Sepoltura
Nebet fu inumata in una doppia mastaba con un'altra regina consorte di Unis, Khenut, accanto alla piramide di Unis a Saqqara. Gli scavi della mastaba sono stati condotti da Peter Munro.